# LIGNA
LIGNA (LIGNA +, LIGNA Plus, LIGNA Hannover) — крупнейшая европейская лесопромышленная выставка, проходящая один раз в два года в городе Ганновер (Германия). Организатором выставки выступает компания Deutche Messe. На выставке представлен весь спектр техники, оборудования и инструментов, используемых в лесопромышленном комплексе. Широко представлено оборудование для лесопиления и деревообработки, а также техника для производства плит и мебели, котлы на древесном топливе и оборудование для переработки древесных отходов.

## История
В 1975 году выставка LIGNA выделилась из крупной промышленной выставки HANNOVER MESSE и быстро завоевала статус самой авторитетной в лесопромышленном секторе. В период с 1985 по 1995 годы выставка значительно расширилась в связи с политическими и экономическими событиями в Центральной и Восточной Европе. В 1989 году количество экспонентов превысило 1000. В 1991 году рост европейского внутреннего рынка за счет стран Восточной Европы и России привел к значительному росту экспозиционных площадей и значительному увеличению числа посетителей выставки. С 1999 года название выставки изменено на LIGNA Plus.

## Тематика выставки
- Лесное хозяйство 
  - Машины, транспортные средства, приборы и технологии
  - Информационные системы, транспортные средства, складские системы и логистика
- Лесопильная промышленность 
  - Машины и технологические установки для производства пиломатериалов
  - Системы разметки и оптимизации разделки кругляка
- Переработка массивной древесины
  - Машины и оборудование для переработки массивной древесины
  - Утилизация отходов и остатков деревообработки
  - системы сушки пиломатериалов
- Производство материалов из древесины и шпона
  - Машины, установки и принадлежности для производства древесных материалов и шпона
- Столярное ремесло
  - Машины, приборы и принадлежности для столярного ремесла
- Плотницкое ремесло
  - Машины, приборы и принадлежности для плотницкого ремесла
- Мебельная промышленность
  - Машины, установки и устройства для промышленного производства мебели
  - Средства автоматизации технологических процессов
- Специализированные презентации
- Изделия и оборудование столярного и плотницкого дела
  - Дерево в искусстве и строительстве
  - дерево в интерьере
  - торговля древесиной

## Описание
На выставку регулярно заявляется более 1500 экспонентов из 40 стран мира. Выставка LIGNA проходит в 14 больших, 4 маленьких павильонах и на открытой площадке. Общая экспозиционная площадь составляет более 120 000 м².
| Год проведения | Число посетителей | Число экспонентов | Площадь выставки (м²) |
| -------------- | ----------------- | ----------------- | --------------------- |
| 2001           | 114 169           | 1 933             | 145 083               |
| 2003           | 98 267            | 1 720             | 132 355               |
| 2005           | 96 675            | 1 800             | 129 083               |
| 2007           | 107 000           | 1 879             | 134 583               |
| 2009           | 83 000            | 1 758             | 130 152               |
| 2011           | 90 000            | 1 765             | 130 000               |
| 2013           | 90 000            | 1 637             | 124 000               |
| 2015           | 96 000            | 1 567             | 120 000               |
| 2017           |                   |                   |                       |